# Ion Negoiţescu
Ion Negoiţescu  (Cluj, 10 de agosto de 1921 — Munique, 6 de fevereiro de 1993) foi um historiador literário romeno, crítico, poeta, romancista e memorialista, um dos principais membros do Sibiu Círculo Literário.

## Vida
Uma figura rebelde e excêntrica, Negoiţescu começou sua carreira ainda adolescente e se tornou conhecido como um ideólogo literário da geração de 1940. Saindo de uma filiação jovem à Guarda de Ferro fascista, da qual mais tarde se arrependeu, o autor tornou-se discípulo do decano modernista Eugen Lovinescu, e, em 1943, reuniu todo o Círculo de Sibiu para a causa do antifascismo. Ele também foi um dos poucos intelectuais abertamente homossexuais na Romênia a se manifestar antes da década de 1990 - uma experiência que, como seus compromissos políticos, está registrada em seus controversos escritos autobiográficos.
Após a Segunda Guerra Mundial, o anticomunismo, a postura dissidente e a orientação sexual de Negoiţescu fizeram dele um adversário do regime comunista romeno. Marginalizado e censurado, passou três anos como prisioneiro político. Por fim, reintegrado durante um episódio de liberalização no final dos anos 1960, ele continuou a se manifestar contra as restrições políticas e passou a ser monitorado de perto pela polícia secreta Securitate. Em 1977, ele se juntou a Paul Goma e Ion Vianu em um protesto da sociedade civil contra o governo de Nicolae Ceauşescu, mas foi pressionado a se retrair. Eventualmente, Negoiţescu desertou para a Alemanha Ocidental, onde se tornou um colaborador da Rádio Europa Livre e vários outros meios anticomunistas, bem como editor de revistas literárias para as comunidades da diáspora romena. Ele morreu em Munique.

## Literatura
A revisão de Ion Negoiţescu da literatura romena e as contribuições para a teoria literária geralmente contrastavam com o recurso nacionalista e comunista nacional ao tradicionalismo ou anti-europeanism (é termo político usado em uma variedade de contextos, implicando sentimento ou políticas em oposição à Europa), e engajou-se polemicamente ao defender os valores da cultura ocidental. Sua obra diversa, embora dispersa e amplamente incompleta, atraiu elogios da crítica por suas abordagens originais sobre vários assuntos e, principalmente, por seus pontos de vista sobre os escritos publicados postumamente do poeta nacional Mihai Eminescu. Em conjunto, as implicações da vida privada de Negoiţescu e os vários aspectos de sua biografia, como seu relacionamento com o informante exposto da Securitate Petru Romoşan e as revelações de seu diário não publicado permaneceram tópicos de controvérsia nos anos após sua morte.